# Adam Bargielski
Adam Bargielski (Kalinowo, 7 gennaio 1903 – Dachau, 8 settembre 1942) è stato un presbitero polacco, beatificato nel 1999 da Giovanni Paolo II.

## Biografia
Ordinato sacerdote il 24 febbraio 1929 per la diocesi di Łomża, Adam Bargielski fu inviato dalla diocesi a studiare legge in Francia e, conseguita la specialistica in diritto canonico a Strasburgo, tornò in Polonia e divenne viceparroco di Myszyniec. Dopo l'invasione nazista della Polonia, Bargielski fu arrestato dalla Gestapo il 9 aprile 1940; il 25 aprile giunse al campo di concentramento di Gusen e il mese successivo fu trasferito a Dachau, dove divenne noto con il numero 4860 (e poi 22061). Morì nel settembre 1942 in seguito al trauma riportato dopo essere stato buttato a terra da un ufficiale nazista, anche se le autorità del campo dichiararono come causa ufficiale della morte un infarto.

## Culto
Fu beatificato da Giovanni Paolo II il 13 giugno 1999 insieme ad altri 107 martiri polacchi.
La sua ricorrenza si celebra l'8 settembre, anniversario del suo martirio.